# Северная имперская партия
Северная имперская партия (швед. Nordiska rikspartiet) — ультраправая неонацистская партия Швеции, существовавшая с 1956 по 2009 годы.

## История
Была основана в 1956 году как «Национал-социалистическая боевая лига Швеции» (швед. Sveriges nationalsocialistiska kampförbund). Лидер партии, Йёран Уредссон, был вдохновлён политическими идеями нацистской Германии. Свои идеи он изложил в 1970-е годы в книге «Пусть будет благословлено то, что делает меня сильнее». Вскоре его место заняла его жена Вера, которая стала первой женщиной-лидером партии в Швеции. В 1973 году партия участвовала на выборах в парламент Швеции, но набрала всего несколько сотен голосов и не получила ни одного мандата. В 2009 году партия была распущена, а в 2010 году скончался и её основатель.
Тесно сотрудничала со «Всемирным союзом национал-социалистов», но сохраняла независимость.

## Цели
Своей целью партия считала свержение демократического правительства и установление национал-социалистической диктатуры в стране. Сторонники партии находились не только в Швеции, но и в других скандинавских странах.